# Il magnifico emigrante
Il magnifico emigrante (Ruf der Wälder) è un film austriaco del 1965 diretto da Franz Antel.
Appartiene al genere Heimatfilm, ed è una interpretazione del racconto Krambambuli di Marie von Ebner-Eschenbach.

## Trama
Marcello Scalzi è un emigrante italiano che si reca in Germania, e poi in Austria, per lavoro. Da bambino, nel mezzogiorno d'Italia, ha perso la compagnia del proprio cane, ucciso dal padre. Una volta stabilitosi presso un datore di lavoro tedesco, incontra casualmente un cucciolo che poi chiamerà "Bella", e che lo accompagnerà per il resto delle sue avventure.

## Produzione
Ruf der Wälder venne girato a Kaprun in Austria.

## Distribuzione
La prima proiezione in Germania Ovest avvenne il 1º ottobre 1965, a Stoccarda, nel cinema Universum. In Italia invece la pellicola fu distribuita soltanto nel 1974.